# Jagdstaffel 43
Jagdstaffel Nr. 43 – Königlich Preußische Jagdstaffel Nr. 43 – Jasta 43 – jednostka Luftstreitkräfte z okresu I wojny światowej.

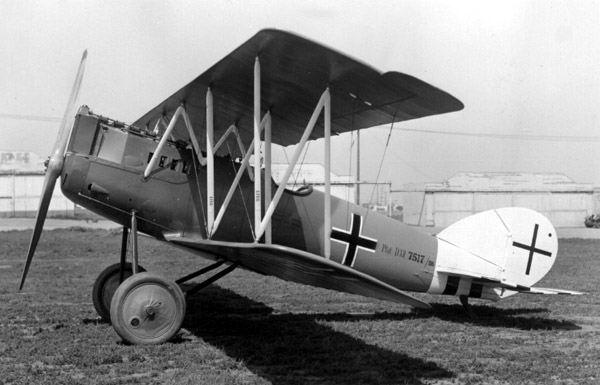
Samolot Pfalz D.XII

## Informacje ogólne
Jednostka została utworzona 6 grudnia 1917 roku we Fliegerersatz Abteilung Nr. 4 w Poznaniu, organizację eskadry powierzono przybyłemu z Jagdstaffel 20 porucznikowi Wilhelmowi Flecken. Gotowość operacyjną jednostka uzyskała już 18 grudnia, a 21 grudnia została skierowano na front zachodni w obszar operacyjne Armee-Abtailung „A”. Pierwszym polowym lotniskiem jednostki było Montingen koło Metz. 2 lutego jednostka została przeniesiona pod rozkazy Armii 19. W obszarze działania Armii 19 jednostka odniosła swoje pierwsze zwycięstwo. 3 kwietnia została przeniesiona w obszar działania 6 Armii. W maju 1918 roku dokonano zmiany dowódcy. Porucznika Fleckera zastąpił przybyły z Jagdstaffel 33 podporucznik Adolf Gutknecht, który pełnił swoje obowiązki do 2 listopada, kiedy w wyniku odniesionych ran został skierowany na leczenie, a zastąpił go tymczasowo podporucznik Guido Schobinger.
Piloci eskadry latali głównie na samolotach Fokker D.VII, Fokker Dr.I oraz Pfalz D.XII.
Jasta 43 w całym okresie wojny odniosła 35 zwycięstwa. W okresie od grudnia 1917 do listopada 1918 roku jej straty wynosiły 6 zabitych w walce, 5 rannych i jeden w niewoli.
Łącznie w jednostce służyło minimum 4 asów myśliwskich, m.in.:
Adolf Gutknecht (7), Josef Raesch (7), Ernst Wiehle (5), Otto Creutzmann (3)

## Dowódcy Eskadry
| Stopień      | Nazwisko         | Okres                  |
| ------------ | ---------------- | ---------------------- |
| Porucznik    | Wilhelm Flecken  | 6.12.1917 – xx.05.1918 |
| Porucznik    | Adolf Gutknecht  | xx.05.1918 – 2.11.1918 |
| Podporucznik | Guido Schobinger | 2.11.1918 – 11.11.1918 |